# Global Times
Global Times (en chino tradicional, 環球時報; en chino simplificado, 环球时报; pinyin, Huánqiú Shíbào) es un diario chino, en formato tipo tabloide, centrado en temas internacionales perteneciente al periódico Diario del Pueblo. Aunque este último pertenece al Partido Comunista Chino, se ha demostrado que las opiniones del periódico están necesariamente dictadas por el gobierno. Global Times se diferencia de otros periódicos chinos por tener un enfoque más populista del periodismo, así como por su tendencia a la controversia.

## Historia
La versión china de la publicación fue fundada en 1993 y la inglesa el 20 de abril de 2009. como parte de una campaña china que costó 45 millones de yuanes (5,5 millones de €) para competir con los medios extranjeros.
En 2009, Hu Xijin, redactor jefe de las versiones china e inglesa en aquel momento, declaró que esperaba que tuviera unas pérdidas de 20 millones de yuanes en su primer año como publicación en inglés. En 2016, Hu afirmó que el Global Times era lucrativo, pero que se enfrentaba a dificultades que resultarían familiares a otros directores de periódicos.
El Global Times lanzó su edición estadounidense en 2013. En 2016, se publicó que la edición en inglés contaba entonces con unos 20 “expertos extranjeros” que participaban en la asignación de historias y la corrección de textos, “siempre que la cobertura no fuera sobre política”
Mientras que la versión china se centra en asuntos extranjeros, la versión en inglés trata más bien sobre los acontecimientos internos.
En 2019, el Global Times obtuvo un contrato de tres años con el Ministerio de Asuntos Exteriores de la República Popular China para supervisar las redes sociales en el extranjero y ofrecer sesiones informativas periódicas y “planes de respuesta exhaustiva”.
En diciembre de 2021, Hu Xijin anunció que dejaría el cargo de jefe de redacción.

## Postura editorial
Aunque se ha acusado a la versión en chino de tener una fiera inclinación progubernamental y de atraer a los lectores más nacionalistas, se considera que la versión en inglés tiene un enfoque menos marcado.

## Acusaciones de "astroturfing"
Según Richard Burger, un antiguo editor de Global Times, tras el arresto de Ai Weiwei, se ordenó al personal chino del Global Times llevar a cabo una campaña de "astroturfing" contra Ai Weiei en favor del Gobierno Chino y sus críticas contra el disidente.